# Afife
Afife ist eine Gemeinde (Freguesia) im nordportugiesischen Kreis Viana do Castelo der Unterregion Minho-Lima. In ihr leben 1519 Einwohner (Stand 19. April 2021).

## Geschichte
Mamoas  (Mamoa de Eireira) und andere Funde belegen eine vorgeschichtliche Besiedlung. Auch aus der Castrokultur stammen Funde. Später siedelten vermutlich Westgoten und Keltiberer hier. Der heutige Ort geht auf die Neubesiedlung durch den Grafen von Tui, Don Paio Vermudes, zwischen 868 und 890 zurück. Nach Eroberung und teilweiser Zerstörung durch Almansor Ende des 10. Jahrhunderts wurde im 11. Jahrhundert das hiesige Kloster und seine umgebende Ortschaft wieder aufgebaut, wie in den königlichen Erhebungen von 1258 bestätigt wird. Seit dem 16. Jahrhundert gehört Afife zum Kreis von Viana do Castelo.

## Söhne und Töchter der Gemeinde
- Raimundo Enes Meira (1866–1946), Offizier, Kolonialverwalter und Politiker